# ヒッポリュトス (エウリピデス)

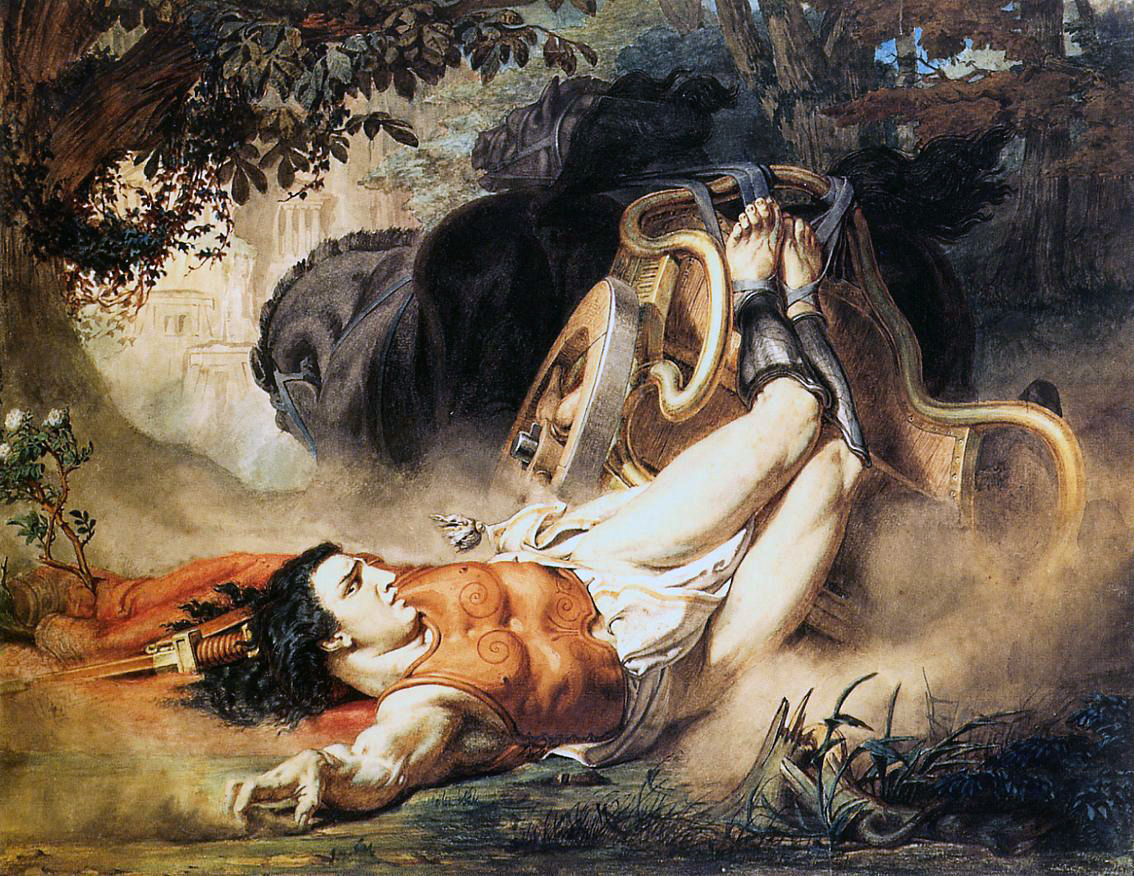
物語を題材としたローレンス・アルマ＝タデマによる絵画「ヒッポリュトスの死」(1860)

『ヒッポリュトス』（希: Ἱππόλυτος, Hippolytos、羅: Hippolytus ）は、古代ギリシアの悲劇詩人エウリピデスによるギリシア悲劇の1つである。アテーナイ王テーセウス、彼のアマゾーンとの間の息子ヒッポリュトス、そしてテーセウスの後妻パイドラーが、愛憎に翻弄される様をトロイゼーンの王宮前を舞台に描く。
エウリピデスは『ヒッポリュトス』を2作品執筆しているが、現存しているのは2作目の『（花冠を捧げる）ヒッポリュトス』であり、一作目の『（顔をおおう）ヒッポリュトス』は断片のみが現存している。
紀元前428年の大ディオニューシア祭で上演され、優勝している。

## 主な登場人物
ヒッポリュトス：アテーナイ王テーセウスと彼の先妻、アマゾーン族のアンティオペー（あるいはヒッポリュテー）の息子
パイドラー：テーセウスの妻
テーセウス：アテーナイ王
アプロディーテー：愛と美を司る女神
アルテミス：狩りを司る処女神
その他にヒッポリュトスの老僕、パイドラーの乳母など

## あらすじ
愛と美の女神アプロディーテーは、ヒッポリュトスが処女神アルテミスを特別に敬い、自分を蔑視していることに怒り、彼への罰を下すことを企てる。女神の権能により、義理の息子であるヒッポリュトスに恋をしたアテナイ王妃パイドラーは、その恋を隠匿しようと試みるが、乳母がヒッポリュトスにそれを伝えてしまう。
元来、女との接触を嫌ってきたヒッポリュトスは、義母からの恋慕に耐え切れず痛烈な女性批判を繰り広げる。ヒッポリュトスの心無い言葉を聞いてしまったパイドラーは、留守中のテーセウスが帰って来た際、彼が夫に告げ口するだろうと考え、嘘の書置きを残して自殺する。
帰国したテーセウスは妻の死を知り嘆くが、彼女の「ヒッポリュトスに乱暴されそうになった為、貞操を守る為に死ぬ」という書置きを発見して息子への怒りに駆られる。正当な裁きもないままヒッポリュトスは国外追放を言い渡され、更にテーセウスは父神ポセイドーンから賜った「三つの願いを何でも叶える」と言う約束を一つ使って息子の死を願う。その願いが聞き届けられ、ヒッポリュトスは自らの馬に引き摺られて瀕死の状態に陥る。
息子の瀕死の報せを聞いたテーセウスの前に女神アルテミスが現れ、事の真相と、それがアプロディーテーの計略であったことを告げる。そこに瀕死のヒッポリュトスが運び込まれ、最期に父子の対話と和解を果たし、彼は息絶える。

## 背景
エウリピデスはヒッポリュトスの神話を前作『（顔をおおう）ヒッポリュトス』(Ἱππόλυτος καλυπτόμενος) で初めて扱ったが、この芝居は現存しない。この失われた作品について知られているのは、他の古代の文献に見つかる断片からわかることのみである。この失われた前作も残っている作品も『ヒッポリュトス』というタイトルであるが、二作を区別するため伝統的に前者を『（顔をおおう）ヒッポリュトス』、後者を『（花冠を捧げる）ヒッポリュトス』(Ἱππόλυτος στεφανοφόρος) と呼称している。『（顔をおおう）ヒッポリュトス』の失われた部分には、恥も外聞もなく情欲に取り憑かれたパイドラーが直接ヒッポリュトスに言い寄る場面があったと考えられており、これが芝居の観客の気分を害したと推測されている:3。
エウリピデスはこの神話を『（花冠を捧げる）ヒッポリュトス』で再びとりあげており、タイトルはヒッポリュトスがアルテミスの信奉者として身にまとっていた花冠に触れたものである。このバージョンではパイドラーは自らの情欲と戦っており、情欲はアプロディーテーがかき立てたものである。こちらの作品は紀元前428年の大ディオニューシア祭で上演され、優勝した。

## 解釈
この芝居においては、人間でも神でも全ての登場人物に不完全なところがあり、嫉妬したり荒々しい復讐をしたりする。皆、無分別さゆえに共感をもって他者に目を向けたり理解したりすることができなくなっており、こうした無分別ゆえに悲劇が起きる。この芝居は互いに対立する人間の魂のふたつの側面を表する2人の女神を描いている。片方の側面はアプロディーテーが象徴し、人間としてはパエドラーが表している愛欲である。もう片方の側面は戯曲の中でソプロシュネーと呼ばれており、アルテミスが象徴し、人間としてはヒッポリュトスが表す思慮分別である。ソプロシュネーはある程度までは貞淑で純潔で頭脳明晰であり、性欲に怪我されていないこととして定義される。
研究者であるレイチェル・ブルゾーネは2012年にオウィディウスの『変身物語』の第10巻に出てくるピュグマリオーンとヒッポリュトスは似たような特徴を有していると主張した。いずれの作品も主要な敵役はアプロディーテーであり、両者が童貞であり続けることによって自らが侮辱を受けたと考え、復讐を求める。いずれの作品もミソジニー的であり、ヒッポリュトスは女性は道徳的に堕落していて自らの純潔を汚すと信じており、ピュグマリオーンも同様に女性は自身の純潔を汚すただ情欲に満ちた生き物だと信じている。しかしながらピュグマリオーンはヒッポリュトスと異なり女性を欲望するが、その相手は話さず、名前がなく、従順で、ゆえに自らが完璧と見なす女性である。また、いずれの人物も彫像と恋をしている。ヒッポリュトスは自分の妻は彫像だと発言するだけなのでその恋はとらえづらいものであるが、ピュグマリオーンは実際に命を得た彫像と結婚する。

## 翻案
セネカは1作目『（顔をおおう）ヒッポリュトス』を元にローマ悲劇『パエドラ』を著している。
ジャン・ラシーヌは本作とセネカの『パエドラ』をもとに『フェードル』を執筆した。
1962年の映画『死んでもいい』は本作の翻案である。

## 日本語訳
- 『ヒッポリュトス パイドラーの恋』 松平千秋訳、岩波文庫、1959年
  - 『ギリシア悲劇Ⅲ エウリピデス（上）』 松平千秋訳、ちくま文庫、1986年
  - 元版『世界古典文学全集9　エウリピデス』筑摩書房、1965年
  - 『ギリシア悲劇全集 第4巻 エウリピデス篇Ⅱ』 人文書院、1960年
- 『ギリシア悲劇全集5 エウリーピデースⅠ』 川島重成訳、岩波書店、1990年
- 『エウリピデス 悲劇全集 1』 丹下和彦訳、京都大学学術出版会〈西洋古典叢書〉、2012年
- 『古典劇大系 第二卷・希臘篇（2）』 村松正俊訳、近代社、1925年
- 『世界戯曲全集 第一卷・希臘篇』 同上、近代社、1927年
- 『希臘悲壯劇 エウリーピデース 上』 田中秀央、内山敬二郎共訳、世界文學社、1949年
- 『ギリシャ悲劇全集Ⅲ エウリーピデース編〔Ⅰ〕』 内山敬二郎訳、鼎出版会、1977年